# Hänsel e Gretel
Hänsel e Gretel (in tedesco: Hänsel und Gretel; pronuncia: [ˈhɛnzl̩ ʊnt ˈɡʁeːtl̩]; pronuncia italiana: /ˈansel e (ɡ)ˈɡrɛtel; ˈhɛn-/) è una fiaba tedesca riportata dai fratelli Grimm nel 1812 nella raccolta Le fiabe del focolare, nella quale occupa il numero 15. Nel sistema di classificazione delle fiabe di Aarne-Thompson, la fiaba rappresenta il tipo 327A e presenta numerosi punti di contatto con Pollicino di Charles Perrault. Fu nota nelle prime traduzioni italiane anche con i titoli Giovanni e Margherita, Nannino e Ghita o Nino e Rita.
Secondo alcune fonti, il racconto per bambini sembra ispirarsi a dei fatti macabri che si dice siano successi realmente.

## Trama

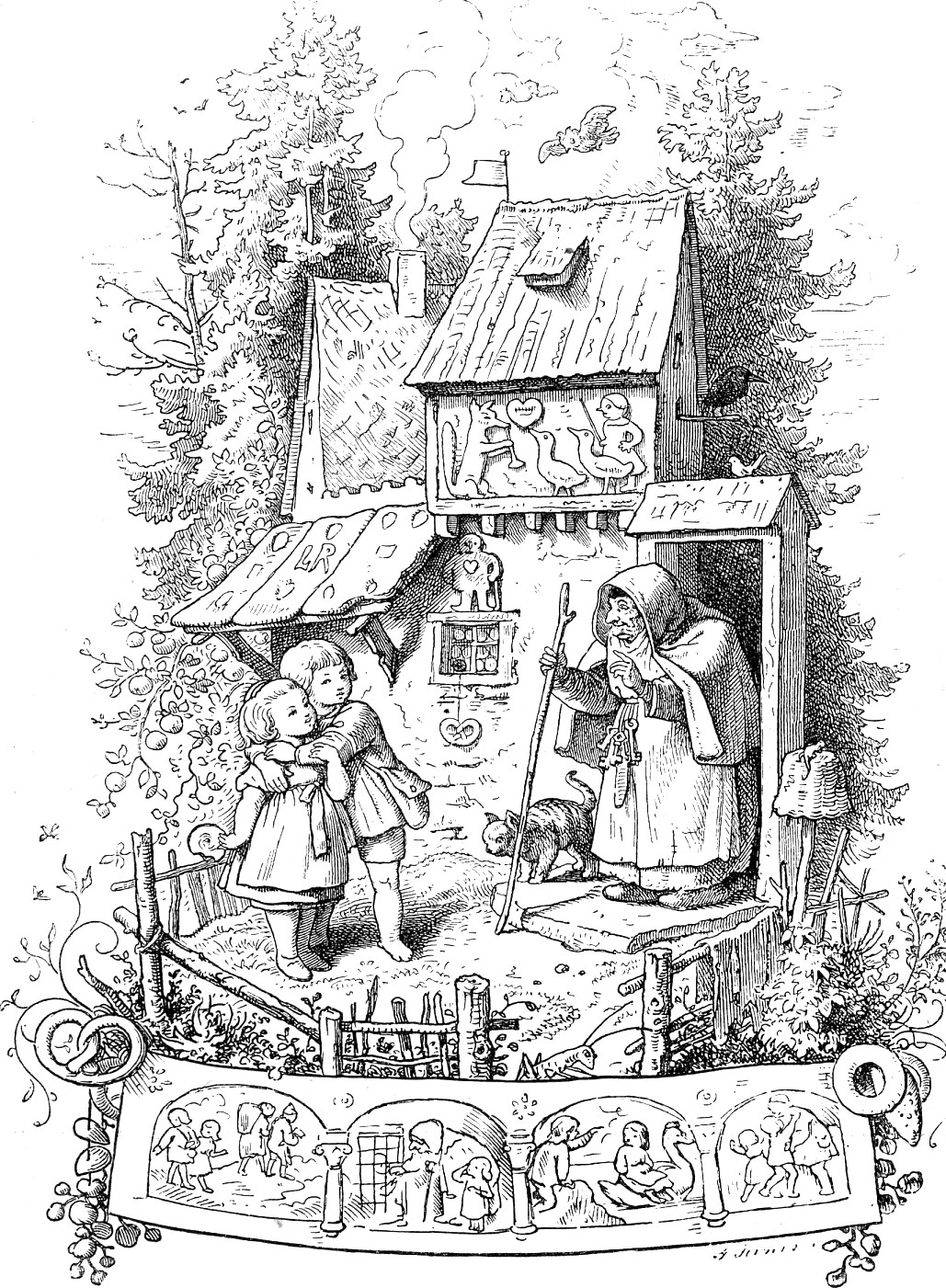
Hänsel e Gretel che si spaventano nel vedere la strega sull'uscio della sua casa di dolci in un'illustrazione di Ludwig Richter.

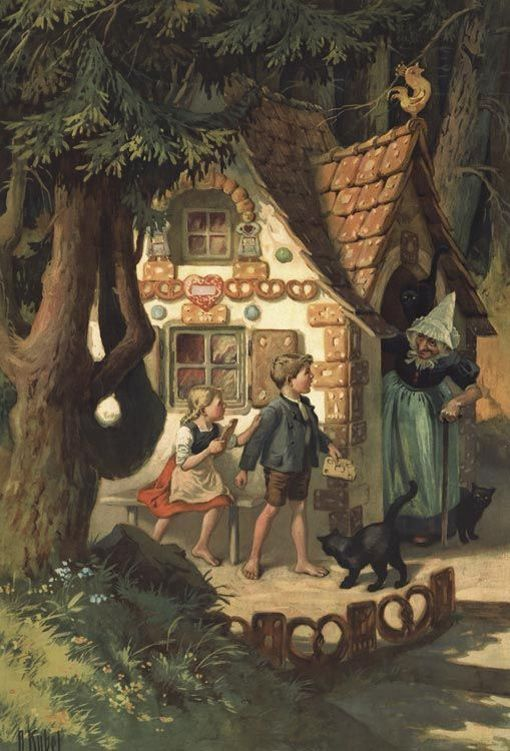
Otto Kubel (1868 – 1951)

La fiaba è ambientata in una foresta della Germania in un periodo di carestia. I nomi dei protagonisti sono i vezzeggiativi di Hans, diminutivo di Johannes, che corrisponde all'italiano Giovanni, e di Gretel, diminutivo di Margarethe, nomi che in italiano trovano corrispondenza rispettivamente in Greta e Margherita.
Hänsel e Gretel sono un bambino e una bambina, figli di un povero taglialegna che si è risposato dopo essere rimasto vedovo. Visto che l'uomo non riesce più a sfamare la famiglia, la sua nuova moglie lo persuade a disfarsi dei bambini, quindi egli, con la scusa di farsi aiutare nel lavoro, li conduce nel bosco accompagnato dalla moglie e li abbandona. I due però hanno origliato la sera prima la conversazione dei genitori, quindi Hänsel si è premunito e ha segnato il percorso con dei sassolini bianchi che ha portato con sé: seguendo la scia, riescono a ritrovare la strada di casa. La matrigna però non demorde e ordina al taglialegna di portare Hänsel e Gretel ancora più in profondità nel bosco il giorno seguente. Stavolta Hänsel non riesce a riempirsi le tasche di sassolini e tenta di usare al loro posto le briciole del pane che la matrigna ha dato ai fratelli per pranzo, che però vengono mangiate dagli uccelli; così, una volta che il padre li ha lasciati, i bambini si smarriscono.
Dopo aver vagato a lungo nel bosco, Hänsel e Gretel vengono guidati da un passerotto in una radura in cui sorge una piccola casa, che con meraviglia scoprono essere fatta interamente di dolci. Spinti dalla fame, i due ne staccano dei pezzi e li mangiano, finché non vengono sorpresi da un'anziana signora uscita dalla casa. Molto affabile, questa li invita a entrare e i bambini accettano con gratitudine; la donna offre loro un'ottima cena e li fa coricare in morbidi letti. Il mattino dopo, tuttavia, quando i protagonisti si risvegliano, la vecchia svela la sua vera natura: si tratta di una terribile strega, che, sfruttando come esca la sua casa di golosità, cattura i bambini per poi divorarli. La strega rinchiude Hänsel in una gabbia e lo mette all'ingrasso, intenzionata a mangiarlo per primo, e poi costringe Gretel a farle da sguattera. Ogni giorno la strega tasta l'indice del ragazzino per controllare se sia ingrassato, ma Hänsel riesce a ingannarla: sfruttando il fatto che la strega è molto miope, ogni volta non le porge il suo dito ma un osso di pollo. In questo modo la strega non si accorge dell'inganno e si convince che il bambino sia sempre troppo magro.
A un certo punto la strega perde la pazienza e decide di mangiarselo comunque, quindi accende il forno e ordina a Gretel di infilarci dentro la testa per verificare se è ben caldo. Gretel però capisce che, se facesse ciò, la strega richiuderebbe di colpo il forno per cuocerla e mangiarsi anche lei, quindi non cede all'inganno, fingendo di non capire; la strega, spazientita, infila la testa nel forno per mostrarle come dovrebbe fare, allora Gretel le dà una spinta e la chiude nel forno, lasciandola morire nel fuoco e facendo quindi quello che la malvagia donna avrebbe voluto fare a lei. Gretel libera quindi il fratello e i due si impadroniscono del tesoro che la strega nascondeva in casa e con esso fuggono. Arrivati a un fiume lo attraversano con l'aiuto di un'anatra e giunti a riva seguono la strada che conduce alla loro casa, dove nel frattempo la matrigna è morta. Il taglialegna corre incontro ad Hänsel e Gretel, che gli mostrano il tesoro della strega, grazie al quale padre e figli vivono felici per sempre, non soffrendo più la fame.

## Edizioni
Dalla stesura del manoscritto originale nel 1810 (Das Brüderchen und das Schwesterchen, "Il fratellino e la sorellina") alla sesta edizione de Le fiabe del focolare (Kinder- und Hausmärchen) del 1850, i fratelli Grimm apportarono diversi cambiamenti alla storia.
Nell'edizione originale la moglie del taglialegna è la madre biologica dei bambini, ma inizia a essere chiamata "matrigna" a partire dalla quarta edizione (1840). Tuttavia i Grimm mantennero il termine "madre" in alcuni passaggi. Anche la settima e ultima edizione (1857) rimane ambigua circa il suo ruolo, riferendosi alla moglie del taglialegna due volte come "madre" e una come "matrigna". Anche la sequenza in cui l'anatra aiuta i fratelli ad attraversare il fiume è un'aggiunta successiva. Nel manoscritto del 1810 i bambini erano chiamati "fratellino" e "sorellina", poi chiamati Hänsel e Gretel nella prima edizione.

## Analisi
La fiaba dei fratelli Grimm ha certamente origine nel Medioevo, epoca in cui la scarsità di cibo e la diffusione della fame facevano dell'infanticidio, o almeno dalla sua minaccia, una pratica comune. Hänsel e Gretel non condannano il proprio genitore per il tentato abbandono; al contrario, semplicemente si "riscattano" portandogli in pegno grandi ricchezze con cui sfamarsi tutti.
Questa pratica lasciò numerose impronte nell'immaginario collettivo: basti pensare alla ballata Babes in the wood, che narra la tragica avventura di un bambino e una bambina abbandonati nel bosco dai genitori.
La trama di Hänsel e Gretel è in gran parte simile a quella di Pollicino di Perrault; l'episodio dei sassolini e delle briciole di pane, per esempio, è identico in entrambe le fiabe, sebbene in tal senso venga ricordata di più la fiaba di Perrault. La fiaba ha inoltre numerosi punti in comune con Finette Cendron di Marie-Catherine d'Aulnoy. Di Hänsel e Gretel è soprattutto nota l'immagine della "casa di marzapane", che costituisce l'opposto della casa povera e affamata dei bambini, e la materializzazione quasi "eccessiva" dei loro desideri, ma si rivela al contempo una trappola per trasformarli in cibo; vi si potrebbe leggere qualche analogia con il Paese dei Balocchi di Carlo Collodi. L'incipit della fiaba ricalca temi contenuti nella fiaba Ninnillo et Nennella de Lo cunto de li cunti di Giambattista Basile, in particolare l'episodio dell'abbandono dei bambini nel bosco con il ritorno a casa mediante l'espediente delle tracce lasciate per la via. I fratelli Grimm ben conoscevano il testo, avendolo fatto tradurre in tedesco ed avendone curato la prefazione.

## Adattamenti

### Letteratura
- La strega e il panpepato. La vera storia di Hänsel e Gretel (Die Wahrheit über Hänsel und Gretel) (1963) di Hans Traxler.
- In una notte buia e spaventosa (A Tale Dark & Grimm) (2010) di Adam Gidwitz.

### Opera lirica
- Hänsel und Gretel, opera (Germania, 1893), su musica di Engelbert Humperdinck e libretto di Adelheid Wette. L'opera richiede voci femminili adulte: Gretel è soprano, mentre Hänsel è mezzo-soprano. La prima dell'opera si svolse a Weimar il 23 dicembre 1893 sotto la direzione di Richard Strauss.

### Cinema
- Hänsel und Gretel, corto muto (Germania, 1897), regia di Oskar Messter. La prima versione cinematografica della storia di Hänsel e Gretel è basata sull'opera di Engelbert Humperdinck.
- Hansel and Gretel, corto muto (USA, 1909), regia di J. Searle Dawley. Anche nella prima versione cinematografica americana della fiaba il ruolo dei protagonisti è affidato a delle attrici, secondo quelle che erano le accettate convenzioni teatrali del tempo.
- The Babes in the Woods (USA, 1917), regia di Chester M. Franklin e Sidney Franklin. Per la prima volta il ruolo dei protagonisti è interpretato da due attori bambini.
- Hansel and Gretel, cortometraggio muto (USA, 1923), regia di Alfred J. Goulding.
- Nel paese delle fate (Babes in the Woods), corto d'animazione Disney (USA, 1932), regia di Burt Gillett.
- Hansel and Gretel, cortometraggio d'animazione (USA, 1933), regia di Frank Moser.
- Hansel and Gretel (1952), cortometraggio d'animazione, regia di Connie Rasinski.
- Hansel and Gretel (Hansel and Gretel: An Opera Fantasy) (1954), film di animazione, regia di John Paul. I dialoghi e la musica di questa versione animata (a pupazzi) sono tratti dall'opera di Humperdinck (in inglese), diretta da Franz Allers. Constance Brigham canta entrambi i ruoli di Hansel e Gretel.
- Hänsel und Gretel (UK, 1954), cortometraggio d'animazione (silhouette), regia di Lotte Reiniger.
- Hänsel und Gretel (Germania, 1954), film di Walter Janssen.
- Hänsel und Gretel (Germania, 1954), film di Fritz Genschow.
- Hansel y Gretel (1969), cortometraggio, regia di Manuel Gutiérrez Aragón.
- Hansel e Gretel (Henzeru to Gureeteru) (Giappone, 1975), regia di Tomoharu Katsumata. Cortometraggio anime della serie Le più famose favole del mondo, distribuita in 8 mm.
- Hansel and Gretel, mediometraggio (USA, 1982), regia di Tim Burton.
- Hansel e Gretel (Hansel and Gretel), film (USA, 1987), regia di Len Talan.
- Hansel e Gretel (Hansel e Gretel), film (Italia, 1990), regia di Giovanni Simonelli. Libero adattamento horror.
- Kiki e Rara in Hansel e Gretel (Kiki to Rara no Henzeru to Gureeteru) (Giappone, 1993), regia di Masami Hata, OAV della serie Le favole di Hello Kitty.
- Hansel & Gretel, film d'animazione direct-to-video (Australia, 1997), regia di Richard Slapczynski. Parte di una serie di film d'animazione prodotti dalla Burbank Films Australia.
- Hansel & Gretel (Hansel & Gretel) (2002), regia di Gary J. Tunnicliffe. Libero adattamento.
- Hansel e Gretel (2007), regia di Yim Pil-sung. Libero adattamento horror.
- Hansel & Gretel - Cacciatori di streghe (Hansel and Gretel: Witch Hunters) (Germania, USA, 2013), regia di Tommy Wirkola. La fiaba è riproposta come prologo della storia che vede Hansel (Jeremy Renner) e Gretel (Gemma Arteton) impegnati da adulti come cacciatori di streghe.
- Hansel e Gretel e la strega della foresta nera (Hansel & Gretel Get Baked) (USA, 2013), regia di Duane Journey. Libero adattamento in chiave commedia horror.
- Hansel & Gretel (USA, 2013), regia di Anthony C. Ferrante. Libero adattamento horror.
- Gretel e Hansel (Gretel & Hansel) (USA, 2020), regia di Oz Perkins. Libero adattamento horror.
- Agenzia Segreta Controllo Magia (Secret Magic Control Agency) (Russia, USA) regia di Aleksey Tsitsilin. Adattamento animato della fiaba all'interno dei generi di famiglia e commedia.

### Televisione
- Hansel and Gretel (UK, 1937), ripresa televisiva dell'opera di Humperdinck (in inglese), con un cast di attori, doppiati da cantanti lirici.
- The Story of Hansel and Gretel, cortometraggio d'animazione stop motion televisivo (USA, 1951), regia di Ray Harryhausen.
- Hänsel und Gretel, film TV (Germania Ovest, 1953), regia di Herbert Junkers. Ripresa televisiva dell'opera di Humperdinck (in tedesco), trasmessa il 25 dicembre 1953.
- Hänsel e Gretel, film TV (Italia, 1957), regia di Vittorio Cottafavi. Ripresa televisiva dell'opera di Humperdinck (in italiano), diretta da Nino Sanzogno con l'orchestra della RAI di Milano. Trasmessa dalla RAI il 25 dicembre 1957.
- Hans en Grietje, film TV (Belgio, 1960), regia di Mark Liebrecht. Ripresa televisiva dell'opera di Engelbert Humperdinck (in olandese), diretta da Jonathan Sternberg. Trasmessa il 12 gennaio 1960.
- Hansel and Gretel, film TV (UK, 1961), regia di Charles Rogers. Ripresa televisiva dell'opera di Engelbert Humperdinck (in inglese), diretta da Marcus Dods. Trasmessa dalla BBC il 31 dicembre 1961.
- Hänsel und Gretel, opera (Germania, 1963), su musica di Engelbert Humperdinck e libretto di Adelheid Wette. Video-registrazione dell'opera in inglese, diretta da Charles Mackerras. I ruoli di Hansel e Gretel sono interpretati da attori bambini.
- Hänsel und Gretel, film TV (Germania Ovest, 1970), regia di Herbert Junkers. Ripresa televisiva dell'opera di Engelbert Humperdinck (in tedesco), diretta da Heinz Wallberg. Trasmessa da ZDF il 13 dicembre 1970.
- Hänsel and Gretel, film TV (Canada, 1970). Ripresa televisiva dell'opera di Engelbert Humperdinck (in inglese).  Trasmessa da CBC il 27 dicembre 1970, per la serie NET Opera Theater.
- Hansel e Gretel (Giappone, 1977), regia di Yū Tachibana, episodio della serie TV anime Le più belle favole del mondo.
- Hänsel und Gretel, film TV (Germania, 1981), regia di August Everding. Ripresa video dell'opera di Engelbert Humperdinck, diretta da Georg Solti.
- Hänsel and Gretel, film TV (USA, 1982), regia di Kirk Browning. Ripresa televisiva dell'opera di Humperdinck (in inglese), diretta da Thomas Fulton. Trasmessa il 25 dicembre 1982, in diretta dal Metropolitan Opera Theatre di New York, per la serie TV The Metropolitan Opera Presents.
- Hansel and Gretel, film TV (USA, 1983), regia di James Frawley, episodio della serie TV Nel regno delle fiabe.
- Hansel e Gretel (Giappone, 1987), regia di Kazuyoshi Yokota e Fumio Kurokawa, episodio della serie TV Le fiabe son fantasia.
- Hänsel and Gretel, film TV (Australia, 1992), regia di Virginia Lumsden. Ripresa televisiva dell'opera di Humperdinck (in inglese), diretta da Johannes Fritzsch. Prodotta da Australian Broadcasting Corporation e The Australian Opera.
- Hansel e Gretel (Italia, 1994), episodio della serie direct-to-video con pupazzi animati Libri in TV.
- Hansel e Gretel (Henzeru to Gureeteru) (Giappone, 1994), regia di Ryuichi Sugimoto, episodio della serie TV anime Le fiabe più belle.
- Hänsel und Gretel, film TV (Germania, 1999), regia di Ruth Käch. Ripresa televisiva dell'opera di Engelbert Humperdinck (in tedesco), diretta da Franz Welser-Möst. Prodotta da ZDF.
- Hansel e Gretel (Giappone, 2001), regia di Yoshikata Nitta, episodio della serie OAV Il teatrino delle fiabe di Hello Kitty.
- Hansel and Gretel, film TV (UK, 2008), regia di Sue Judd. Registrazione video dell'opera di Humperdinck (in tedesco), diretta da Colin Davis con l'Orchestra del Covent Garden. Trasmessa dalla BBC il 24 dicembre 2008.
- Hänsel und Gretel, film TV (Germania, 2012), regia di Uwe Janson, episodio della serie TV Le più belle fiabe dei fratelli Grimm (Sechs auf einen Streich / Acht auf einen Streich).
- La bussola (True North), episodio TV (USA, 2012), regia di Dean White, episodio della serie C'era una volta (Once Upon a Time).
- In una notte buia e spaventosa (A Tale Dark & Grimm), serie animata prodotta da Netflix, tratta dall'omonimo romanzo di Adam Gidwitz.
- Hansel e Gretel, (Giappone, 2024), regia di Jun'ichirō Hashiguchi, episodio in chiave fantascientifica della serie The Grimm Variations.